# Эчеваррьета, Хуан Рауль
Хуан Рау́ль Эчеваррьета Урле́сага (исп. Juan Raúl Echevarrieta Urlézaga; 23 июля 1911, Олаваррия — 27 ноября 1987, Флорианополис) — аргентинский футболист, нападающий.

## Карьера
Хуан Рауль Эчеваррьета родился в городе Олаваррия в семье басков Феликса Эчеваррьеты и Фаустины Урлесага, где помимо него были старшие братья Эктор, Феликс и Педро, а также две младшие сестры Элена и Эльвира. Когда Хуану Раулю было 8 лет, умерли его родители, потому заботу о детях взяла его тётя. Он начал играть в футбол в команде города Сан-Мартин, куда переехала его семья. Позже Хуан Рауль стал играть за клуб «Эстудиантес» из Олаваррии. Оттуда Эчеваррьета уехал в Ла-Плату, присоединившись к клубу «Химнасия и Эсгрима». 22 мая 1931 года он дебютировал в составе команды в матче c «Атлантой», в которой «Химнасия» победила со счётом 6:0, а сам Эчеваррьета забил гол и отдал голевую передачу. В том же сезоне он сделал хет-трик в матче с «Бокой Хуниорс» и забил два гола во встрече с серебряным призёром первенства, клубом «Индепендьенте». А всего нападающий забил 13 голов в 12 матчах. Несмотря на этот успех, Эчеваррьета так и не стал игроком основного состава команды, проигрывая конкуренцию Исмаэлю Моргаде, а клуб занял 5 место в чемпионате, несмотря на то, что забил больше всех — 90 голов. Со следующего года Хуан Рауль стал игроком стартового состава, проведя 24 матча и забив в них 10 голов. Через год он вновь играл в стартовом составе, забив в 22 играх 8 мячей, среди которых дубль в матче с «Ривер Плейтом». Но затем Эчеваррьета стал всё реже выходить на поле, несмотря на то, что 5 января 1935 года вышел в составе второй сборной Аргентины в матче с Уругваем (1:2), забив единственный гол своей команды. В 1938 году он даже сыграл два матче за «Велес Сарсфилд», перейдя в эту команду, права в том же первенстве вернулся в «Химнасию», за которую провёл оставшиеся матчи чемпионата. Всего за клуб он провёл 89 матчей и забил 40 голов.
3 июня 1939 года нападающий переехал в Бразилию, туда приехали его соотечественники, Армандо Сороса и Артуро Наон. Сороса и Эчеваррьета попробовали свои силы в клубе «Бонсусессо», за который провели товарищеский матч. Но главным тренер «Бонсусессо» Жентил Кардозо не захотел подписывать контракт с аргентинцами, назвав их «товаром второго сорта». Затем Хуана Рауля пригласил другой клуб, «Палестра Италия», где он дебютировал 2 июля в матче чемпионата штата Сан-Паулу с «Сан-Паулу» (2:1). 16 июля, в третьей игре за клуб, Эчеваррьета забил два своих первых гола в Бразилии, поразив ворота «Португезы Деспортос» (3:2). В первом же сезоне он забил 13 голов в 14 матчах чемпионата. А через год отличился 18 раз, отстав лишь на три мяча от лучшего бомбардира первенства, Пейше. Сама же «Палестра» победила в чемпионате, впервые с 1936 года. Более того, он забил два гола в ворота «Сан-Паулу» в матче, который принёс клубу титул победителя первенства. Через год футболист забил 14 голов, заняв третье место среди лучших бомбардиров турнира. Несмотря на этот успех клуб захотел отказаться от нападающего, в пользу другого аргентинца, Эрминио Масантонио, однако договориться не удалось и Хуан Рауль остался в команде. В 1942 году результативность Эчеваррьеты пошла на спад, он забил лишь 6 голов в 11 матчах чемпионата, выигранного клубом, который по ходу турнира был переименован в «Палмейрас». Любопытно, что клуб был объявлен чемпионом не сразу: конкуренты подали жалобу на якобы незаконное нахождение иностранца Эчеваррьеты в Бразилии. Но жалоба была отклонена. 1 ноября 1942 года Хуан Рауль провёл последний матч за клуб, в нём Палмейрас сыграл вничью с «Сантосом». Всего в составе команды форвард провёл 126 матчей (81 побед, 25 ничьих и 20 поражений) и забил 114 голов, по другим данным — 128 матчей (83 побед, 25 ничьих и 20 поражений) и забил 113 голов.
После матча с «Сантосом», Эчеваррьета перешёл в этот клуб. Причиной ухода стало недовольство футболистом главного тренера «Палмейраса» Армандо Дел Деббио, особенно его часто недисциплинированным поведением, как на поле, так и вне его. 22 ноября Хуан Рауль дебютировал в составе клуба в матче с парагвайским «Либертадом», в котором забил 2 мяча. В первом сезоне он забил 8 голов в 4 товарищеских матчах, из которых пять пришлись на встречу с «Комерсиалом» из Араракуары. В следующем сезоне он забил 12 голов в 25 матчах, из которых семь пришлись на чемпионат штата. В августе, после поражения со счётом 2:5 от «Коринтианса», аргентинец был на три месяца отлучён от команды без правы выплаты заработной платы за то, что был удалён уже на 15-й минуте встречи, после чего договор с ним расстались. В 1944 году он перешёл в клуб «Ипиранга», но вновь демонстрировал недисциплинированность, после чего в январе 1945 года с ним расторгли контракт. Эчеваррьета уехал в Рио-де-Жанейро, где прошёл просмотр в «Ботафого», но неудачно. Там он всё же нашёл себе команду, присоединившись к «Сан-Бенто», где выступал до 1948 года.
Эчеваррьета долго жил в Бразилии, пока в 1960 году не возвратился на родину. Но там он провёл лишь три месяца, заявив, что его настоящая жизнь была только в Бразилии. Эчеваррьета умер в 1987 году из-за энфиземы лёгких, вызванной многолетним курением.

## Клубная статистика
| Сезон | Клуб                 | Лига                        | Чемпионат | Чемпионат | Прочие | Прочие | Товарищеские | Товарищеские | Всего | Всего |
| Сезон | Клуб                 | Лига                        | Игры      | Голы      | Игры   | Голы   | Игры         | Голы         | Игры  | Голы  |
| ----- | -------------------- | --------------------------- | --------- | --------- | ------ | ------ | ------------ | ------------ | ----- | ----- |
| 1932  | Химнасия (Ла-Плата)  | Примера                     | 12        | 13        | —      | —      | —            | —            | 12    | 13    |
| 1933  | Химнасия (Ла-Плата)  | Примера                     | 10        | 5         | —      | —      | —            | —            | 10    | 5     |
| 1934  | Химнасия (Ла-Плата)  | Примера                     | 24        | 10        | —      | —      | —            | —            | 24    | 10    |
| 1935  | Химнасия (Ла-Плата)  | Примера                     | 22        | 8         | —      | —      | —            | —            | 22    | 8     |
| 1936  | Химнасия (Ла-Плата)  | Примера                     | 15        | 4         | —      | —      | —            | —            | 15    | 4     |
| 1937  | Химнасия (Ла-Плата)  | Примера                     | 4         | 0         | —      | —      | —            | —            | 4     | 0     |
| 1938  | Велес Сарсфилд       | Примера                     | 2         | 1         | —      | —      | —            | —            | 2     | 1     |
| 1938  | Химнасия (Ла-Плата)  | Примера                     | 8         | 4         | —      | —      | —            | —            | 8     | 4     |
| 1939  | Палестра Италия      | Лига Паулиста               | 14        | 13        | —      | —      | —            | —            | 14    | 13    |
| 1940  | Палестра Италия      | Лига Паулиста               | 20        | 18        | 8      | 10     | —            | —            | 28    | 28    |
| 1941  | Палестра Италия      | Лига Паулиста               | 18        | 14        | 1      | 0      | 2            | 3            | 21    | 17    |
| 1942  | Палмейрас            | Лига Паулиста               | 11        | 6         | 5      | 2      | 4            | 5            | 20    | 13    |
| 1942  | Сантос               | Лига Паулиста               | 0         | 0         | 0      | 0      | 0            | 0            | 0     | 0     |
| 1943  | Сантос               | Лига Паулиста               | ?         | 7         | ?      | ?      | ?            | ?            | 18    | 8     |
| 1944  | Ипиранга (Сан-Паулу) | Лига Паулиста               | ?         | 4         | ?      | ?      | ?            | ?            | ?     | 4     |
| 1946  | Сан-Бенто (Марилия)  | Лига Паулиста (в помещении) | ?         | 0         | ?      | ?      | ?            | ?            | ?     | 0     |
| 1947  | Сан-Бенто (Марилия)  | Лига Паулиста (в помещении) | ?         | 8         | ?      | ?      | ?            | ?            | ?     | 8     |
| 1948  | Сан-Бенто (Марилия)  | Лига Паулиста (Серия А2)    | ?         | 11        | ?      | ?      | ?            | ?            | ?     | 11    |

1. ↑  Включает следующие турниры: турнир Открытия Паулиста, турнир Рио-Сан-Паулу, Кубок города Сан-Паулу
2. ↑  Включает следующие турниры:Кубок Рыцарства Эрнесто Жулиано[15], турнир Золотой лотереи[порт.]
3. ↑  конец турнира пришёлся на следующий год. Статистика показана за весь турнир, независимо от его окончания

## Достижения
- Чемпион штата Сан-Паулу (2): 1940, 1942

## Личная жизнь
Первый раз Эчеваррьета женился ещё в Олаваррии на Леонор Гонсалес Амор, от которой у него родился сын — Атилио, который позже умер от нарушений неврологического развития. Когда Хуан Рауль был в Марилии, он познакомился с Олгой Дестро, на которой вскоре женился. В 1947 году у них родился сын Луис. В 1954 году Хуан Рауль познакомился с Селмой, в другом источнике Зелмой, очень богатой бразильянкой, владелицей крупнейшего публичного дома в Лондрине. Позже они развелись. В последние годы жизни Эчеваррьета пытался восстановить свой брак с Олгой, но неудачно.